# Ананьевка (Луганская область)
Ананьевка (укр. Ананьївка) — село в Свердловском районе Луганской области Украины. С 2014 года не контролируется Украиной.

## География
Соседние населённые пункты: города Свердловск на западе и Червонопартизанск, а также сёла Панченково, на востоке, Александровка на северо-востоке, посёлок Бирюково на юге.

## Население
Население по переписи 2001 года составляло 225 человек.

## Общие сведения
Почтовый индекс — 94803. Телефонный код — 6434. Занимает площадь 10,36 км².

## Местный совет
94860, Луганская обл., Свердловский район, с. Александровка, ул. Крупской, 52